# 전창호
전창호(田昌浩, 1928년 3월 9일 ~ 1993년 10월 27일)는 대한민국 독립운동가이다. 호(號)는 포산(浦山).

## 주요 이력
경상남도 부산 부산진구역(釜山鎭區域) 부전동리(釜田洞里) 551-1번지에서 출생하였으며 지난날 한때 경성부 마포에서 잠시 유아기를 보낸 적이 있는 그는 사후 1993년 대한민국 건국포장 추서되었다.

## 생애
그는 경상남도 부산제일고등상업학교 4학년에 재학 중이던 1944년 5월 1일 경상남도 부산진 소재 신정호(辛正浩) 君의 자택에서 1943년 봄 이래 독서회 활동을 통하여 뜻을 함께 하여 온 차병곤(車炳坤)·박정오(朴楨五) 등 다른 12명의 동지들과 함께 비밀결사 순국단(殉國團)을 조직하고 서기에 임명되었다. 이들은 대한독립군에 합류코저 만주에 먼저 집단 성향 망명할 계획을 세웠으나 실행 직전인 1944년 8월 일경에 발각되어 뜻을 이루지 못한 채 단원들 모두가 피체되고 말았다. 결국 그는 1945년 8월 석방되기까지 미결수(未決囚) 명목으로써 경상남도 부산형무소에서 1년여의 옥고를 치르다가 1945년 8월 15일을 기하여 전격 석방되었다. 그 후 1948년 2월에서 1949년 5월까지 한국독립당 초급행정위원 직위를 지낸 후 1949년 5월 31일을 기하여 한국독립당 탈당을 하였다. 그 후 1957년 11월 18일에서 1958년 1월 22일까지 대한민국 국방부 차관 예하 사무행정특보비서관 직책을 지낸 그는 훗날 1983년에서부터 만성 폐렴으로 10여년간을 투병하다가 1993년 10월 27일을 기하여 향년 66세로 별세하였다.

## 학력
- 경상남도 부산제일고등상업학교 중퇴

## 서훈
대한민국 정부에서는 고인의 공훈을 기리고자 1993년 3월 1일을 기하여 대한민국 건국포장을 수여하였다.